# Громадянська війна в Аргентині
Громадянська війна в Аргентині — серія міжусобних конфліктів, що мали місце в Аргентині з 1814 до 1876 року. Ці конфлікти відрізняють від війни за незалежність Аргентини (1810—1820), хоч періоди їх ведення частково збігаються.
Основними супротивниками у цій війні були: з точки зору географії — провінція Буенос-Айрес і решта провінцій сучасної Аргентини, а з точки зору політики — Федералістська й Унітаристська партія. Головною причиною конфліктів була надто централізована політика уряду, що базувався в Буенос-Айресі, а також довготривала монополія на використання порту Буенос-Айреса для ведення національної торгівлі на збиток іншим провінціям. Окрім внутрішніх сил до конфлікту були втягнуті Уругвай, Британська і Французька імперії, особливо під час блокад Ріо-де-ла-Плати 1838 та 1850 років.

## Короткий огляд подій

### Первинні конфлікти з центральною владою
Регіональна політика відносно аргентинських провінцій з боку центральної влади та війна за незалежність не призвели до національної єдності. Створення Ліги Вільних Народів на східному березі річки Уругвай й у чотирьох сусідніх провінціях 1814 року стало першим формальним розривом Сполучених Провінцій Південної Америки, які були утворені у 1810 році після Травневої революції.
Битва під Сепедою (1820) зруйнувала плани Буенос-Айреса керувати країною за конституцією, прийнятою 1819 року, та після серії заворушень й короткочасного існування Конституційної республіки, яку очолював Бернардіно Рівадавія у 1826 та 1827 роках, Сполучені Провінції знову виявились розірваними. Провінція Буенос-Айрес перетворилась на найпотужнішу серед численних напівнезалежних держав.

### Росас та Унітаристи

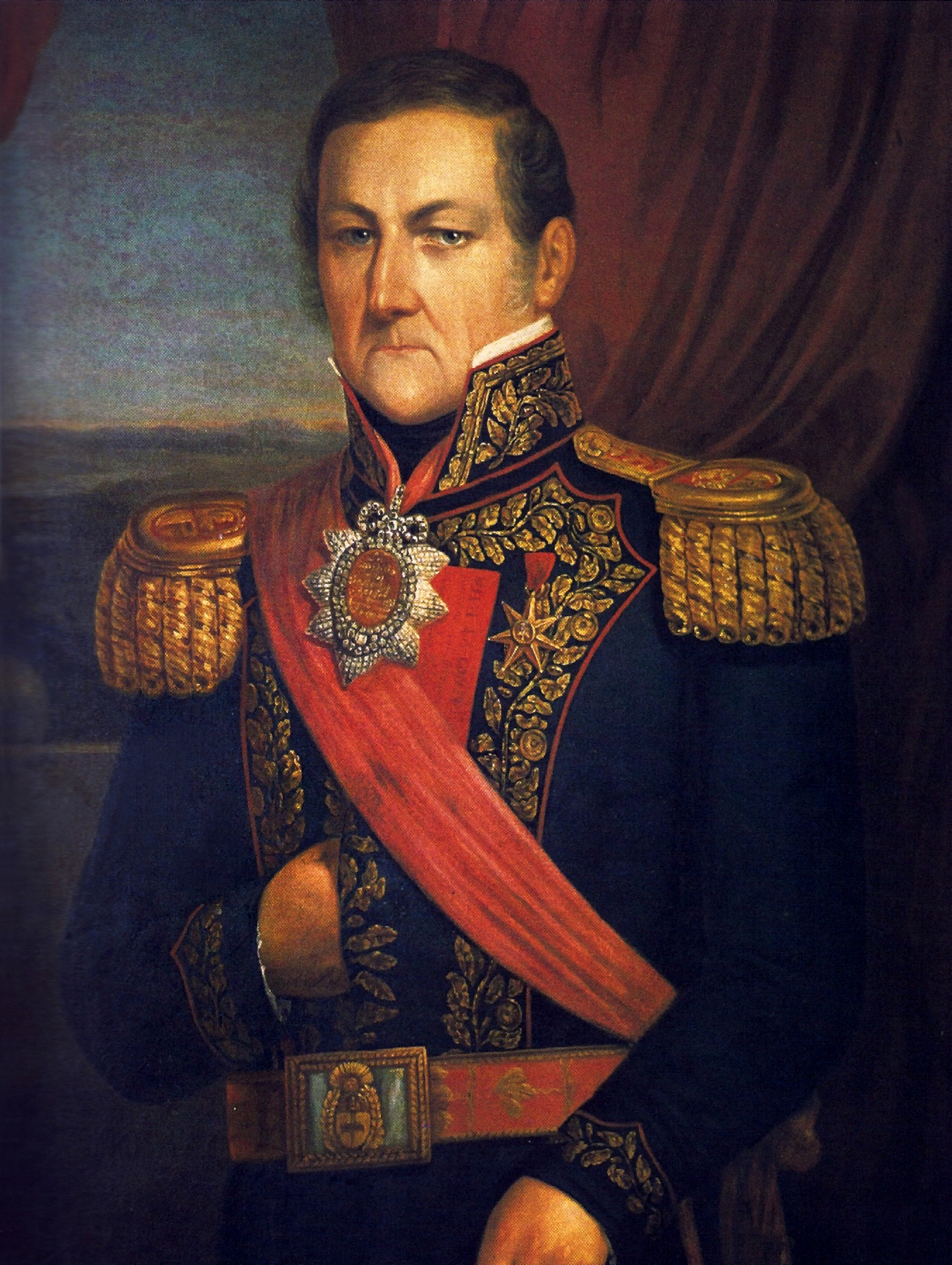
Губернатор Буенос-Айреса Хуан Мануель де Росас

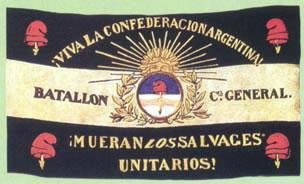
Плакати із закликом «смерть Унітаристам!» типовий для цього конфлікту

Губернатор Буенос-Айреса Хуан Мануель де Росас разом з іншими федералістськими лідерами протистояли ідеям Унітаристської партії, які пропонували різні форми унітарного управління країною. Наприкінці 1830-их було створено Унітарну Лігу за участі Кордови на чолі з Хосе Марія Пасом і ще дев'яти західних і північних провінцій. У відповідь Буенос-Айрес, Коррієнтес та Ентре-Ріос підписали Федеральний пакт 1831 року, після чого Унітарну Лігу було демонтовано. Після цього генерал Хуан Лавалль підбурив кілька повстань різних об'єднань проти Росаса й Федерального пакту, допоки його не було страчено у 1841 році.
Після падіння уряду Рівадавії й відсутності прийнятного глави держави Росасу були делеговані права окремими провінціями щодо економічної та зовнішньої політики. Ці повноваження також змусили Росаса брати участь у тривалій громадянській війні в Уругваї, підтримуючи Мануеля Орібе, хоч і безуспішно. У свою чергу Орібе став неоціненним союзником у боротьбі проти генерала Лавалля й Унітаристів. Таким чином Аргентинська Конфедерація функціонувала на тлі конфліктів, що не припинялись аж до 1852 року, коли в результаті битви під Касеросом було усунуто уряд Росаса.

### Уркіса й відокремлення Буенос-Айреса
Центральною постаттю у скиданні режиму Росаса був губернатор провінції Ентре-Ріос Хусто Хосе де Уркіса. З початком його правління було проголошено Державу Буенос-Айрес. Було відхилено проект конституції 1853 року, а наступного року домігся затвердження власного її варіанту. Буенос-Айрес продовжував підтримувати міжнародні відносини із сусідами, а також іншими державами виключно у власних інтересах.

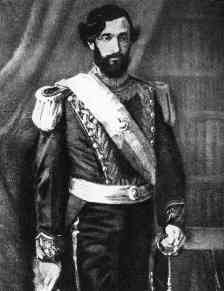
Бартоломе Мітре виступив у ролі відданого захисника національної єдності

Держава Буенос-Айреса мала підтримку численних угрупувань у віддалених районах, серед яких Сантьяго-дель-Естеро, яку очолював Мануель Табоада, а також потужних ліберальних урядів провінцій Сальта, Коррієнтес, Тукуман і Сан-Хуан. У 1858 році був убитий губернатор Сан-Хуана Насаріо Бенавідес, після чого почалась низка суперечок між провінціями, які зрештою призвели до битви під Сепедою 1859 року.
Сили Буенос-Айреса під командуванням генерала Бартоломе Мітре зазнали поразки від армії, на чолі якої стояв президент Хусто Хосе де Уркіса. Сподіваючись підпорядкувати своїй владі сепаратистів Уркіса прийняв низку поправок до конституції, серед яких було розширено права інших провінцій на міжнародну торгівлю й використання валюти Буенос-Айреса як єдиного платіжного засобу країни.
Мітре, втім, відійшов від досягнутих домовленостей, що призвело до відновлення бойових дій. Зрештою це вилилось у битву під Павоном 1861 року, в якій сили президента Уркіси зазнали поразки. Новим президентом став Сантьяго Деркі, який 17 грудня 1861 року проголосив Республіку Аргентину. В результаті у 1862 році Деркі був обраний першим конституційним президентом нової Республіки.

### Національне об'єднання
Упродовж наступних 15 років бойові дії періодично відновлювались, проте країна поступово наближалась до повного єднання нації. Одна за одною аргентинські провінції приєднувались до Республіки. Зрештою збройне протистояння завершилось у 1876 році.

## Основні битви
- Битва під Сепедою (1820)
- Конфлікт з лідером Ла-Ріохи Факундо Кіроги (1826 — 1835)
- Війна федералістів проти Унітаристської Ліги (1831)
- Реставраційна революція проти губернатора Буенос-Айреса Хуана Рамона Балькарсе (1833)
- Французька блокада Ріо-де-ла-Плати (1838)
- Придушення Південного повстання у Каскомусі (1839)
- Переворот у Коррієнтесі Педро Ферре (1839 — 1842)
- Участь Росаса у громадянській війні в Уругваї у підтримку Мануеля Орібе (1839 — 1851)
- Війна з Північною коаліцією (1840 — 1841)
- Повстання Хуана Лавалля проти режиму Росаса (1841)
- Битва при Касуасу й поразка унітаристських сил у Коррієнтесі (1841)
- Повстання Хоакіна Мадар'яги (1843 — 1847)
- Битва при Вуельта-де-Облігадо (1845) та англо-французька блокада Ріо-де-ла-Плати (1845 — 1850)
- Боротьба лідера Ентре-Ріоса Хусто Хосе де Уркіси проти режиму Росаса (1851)
- Битва під Касеросом (1852)
- Революція 11 вересня 1852 року, утворення Держави Буенос-Айрес
- Облога Буенос-Айреса (1853)
- Битва під Сепедою (1859)
- Битва під Павоном (1861)
- Повстання Колорадос під проводом Феліпе Валера у провінції Катамарка й інших західних провінціях (1867)
- Повстання лідера Ентре-Ріоса Рікардо Лопеса Хордана (1870 — 1876)
- Павстання Бартоломе Мітре проти партії автономістів й обрання президента Ніколаса Авелланеди (1874)
- Повстання губернатора Буенос-Айреса Карлоса Техедора проти новообраного президента Хуліо Рока (1880)